# Mastersia
Genre
Mastersia est un genre de plantes à fleurs dicotylédones de la famille des Fabaceae, sous-famille des Faboideae, originaire d'Asie, qui comprend deux espèces acceptées.
Ce sont des plantes grimpantes ligneuses, aux feuilles trifoliées.

## Étymologie
Le nom générique, « Mastersia », est un hommage à John White Masters (vers 1792-1873), botaniste anglais.

## Liste d'espèces
Selon The Plant List (4 novembre 2018) :
- Mastersia assamica Benth.
- Mastersia bakeri (Koord.) Backer